# Contrôle des armes à feu aux États-Unis
Pour un article plus général, voir Contrôle des armes à feu.
Cet article fait état du contrôle des armes à feu aux États-Unis.
Le droit de posséder une arme à feu est garanti par le deuxième amendement de la Constitution des États-Unis. Cependant, la branche législative de chaque État fédéré, et dans une certaine mesure des gouvernements locaux (comtés, villes indépendantes), peut établir les lois et ordonnances encadrant la possession et le port d'armes à feu, dissimulées ou non.

## Attitudes des populations vis-à-vis du contrôle des armes à feu
Des travaux de recherche ont porté sur ce qui façonne dans l'opinion publique les attitudes favorables ou non aux politique de contrôle ou au contraire libérales vis-à-vis du commerce, de la possession, du port et de l'usage des armes à feu.
La plupart des études se sont concentrées sur la population générale ou les Blancs. Le poids du lobby des armes est évident et historique, mais il semble différemment toucher certains groupes de la population.
Des chercheurs de l'université de l'Illinois se sont intéressés aux intérêts personnels, aux valeurs sociopolitiques ou aux préjugés raciaux qui, au milieu des années 2010, respectivement chez les Blancs, les Latinos et les Noirs, pouvaient expliquer les préférences de ces groupes populationnels concernant le contrôle des armes à feu par l'État.

En se basant sur une nouvelle enquête (2015), et en tenant aussi compte des  préjugés dans la violence de groupe, ils ont montré que bon nombre des facteurs de soutien au contrôle des armes à feu trouvés dans la population générale s'appliquent aux minorités noires et latino, mais avec des nuances : les blanc et latinos ayant des préjugés raciaux sont défavorables ou moins favorables au contrôle des armes à feu… alors que chez les noirs (qui risquent davantage d'être tués ou blessés par arme à feu), le ressentiment racial augmente le soutien au contrôle des armes à feu. Sinon, comme pour les résultats antérieurs d'enquêtes dans la population générale, quel que soit le groupe, les personnes inquiètes quant à la criminalité sont plus nombreuses à souhaiter un contrôle des armes à feu. Et inversement, le fait de posséder des armes à feu et/ou d'être conservateur ou d'avoir été victime d'un crime est associé à moins de soutien aux politiques de contrôle.

## Lois fédérales et lois des États fédérés
Le nombre des lois pour le contrôle des armes à feu est inconnu. Une enquête de l'American Journal of Preventive Medicine indique un nombre de 300 textes alors que la NRA parle de 20 000 : cependant, le journaliste Glenn Kessler dans « Fact Checker » pour le Washington Post, remet en cause ce nombre.

### Lois fédérales
Les lois fédérales sur les armes à feu sont appliquées par le Bureau of Alcohol, Tobacco, Firearms and Explosives (« Bureau de l'alcool, du tabac, des armes à feu et explosifs »). Certaines lois fédérales sur les armes à feu ont été adoptées :
- Le National Firearms Act en 1934 impose une taxe d’accise sur la fabrication et le transfert de certaines armes à feu et exige l’enregistrement de ces armes à feu ;
- Le Federal Firearms Act de 1938 impose un permis fédéral aux fabricants d’armes à feu, aux importateurs et aux personnes qui vendent des armes à feu ;
- Le Gun Control Act de 1968 régule l'industrie des armes à feu et les propriétaires des armes à feu. Cette loi étend l'Omnibus Crime Control and Safe Streets Act adopté quelques mois plus tôt en étendant aux fusils, fusils de chasse et aux munitions les restrictions mises en place pour les pistolets : conservation de l'identité des propriétaires des armes avec leur âge et adresse, interdiction de vente d'armes aux criminels et étrangers illégaux ;
- Firearm Owners Protection Act de 1986 ;
- Le Undetectable Firearms Act de 1988 rend illégal la fabrication, l’importation, la vente, l’expédition, la livraison, la possession, le transfert ou la réception de toute arme à feu qui n’est pas détectable par un détecteur de métaux, par exemple dans les portiques de sécurité ;
- Le Gun-Free School Zones Act de 1990 interdit à toute personne non autorisée de porter une arme à feu chargée ou non dans une zone scolaire (écoles primaires et secondaires publiques, privées et paroissiales). Cette loi s'applique aussi aux lieux publics situés à moins de 1 000 pieds (300 mètres) ;
- Le Brady Handgun Violence Prevention Act de 1993 ou loi Brady, impose une vérification des antécédents de chaque personne souhaitant acheter une arme à feu ainsi qu'un délai d'attente de cinq jours lors de chaque achat ;
- Le Gun-Free Schools Act de 1994 ;
- Le Federal Assault Weapons Ban de 1994 interdit la fabrication à des fins civiles de certaines armes à feu semi-automatiques définies comme des armes d’assaut ainsi que de certains chargeurs de munitions définis comme de grande capacité ;
- Le Domestic Violence Offender Gun Ban de 1997 connue aussi sous le nom d'amendement Lautenberg, interdit aux personnes reconnues coupables d’un délit de violence domestique d'avoir une arme ;
- Le Assault Weapons Ban de 2013 est un projet de loi présenté au Congrès des États-Unis par la sénatrice Dianne Feinstein, le 24 janvier 2013. Il a été rejeté au Sénat le 17 avril 2013 par 40 voix contre 60.

Le National Instant Criminal Background Check System (NICS) est un système de vérification des antécédents aux États-Unis créé par la Brady Handgun Violence Prevention Act (Brady Law) de 1993 pour empêcher la vente d’armes à feu à des criminels. Le système a été lancé par le Federal Bureau of Investigation (FBI) en 1998. En vertu de ce système, les marchands d’armes à feu, les fabricants ou les importateurs qui détiennent un permis fédéral d’armes à feu sont tenus d’effectuer une vérification des antécédents des acheteurs avant de lui vendre une arme à feu. Le NICS n’est pas un registre des armes à feu mais une liste de personnes qui n'ont pas le droit de posséder une arme à feu.

### États fédérés: lois et constitutions
En plus des lois fédérales sur les armes à feu, les États américains et certaines juridictions locales imposent leurs propres restrictions en matière d’armes à feu. Chacun des cinquante États fédérés possède ses propres lois concernant les armes à feu.
Les règles de possession des armes à feu dépendent des constitutions de chaque état fédéré. Par exemple, la constitution de l'état fédéré d'Hawaii reprend mot pour mot le deuxième amendement de la constitution fédérale américaine. En revanche, les constitutions des états fédérés de Caroline du Nord et de Caroline du Sud commencent par les mêmes phrases que la Constitution américaine, puis continuent avec une injonction contre le maintien d’armées permanentes,. La Constitution de l'Alaska commence aussi avec le texte complet du deuxième amendement, mais ajoute que le droit « ne doit pas être nié ou violé par l’État ou une subdivision politique de l’État ». L'État de Rhode Island enlève la première moitié du deuxième amendement, ne laissant que « le droit du peuple de garder et de porter des armes ne doit pas être violé ».
La majorité des constitutions des autres États diffèrent du texte de la Constitution des États-Unis en clarifiant à qui appartient exactement le droit de porter une arme ou par l’inclusion de protections ou de restrictions supplémentaires et spécifiques :
- Dix-sept États se réfèrent au droit de garder et de porter des armes comme étant un droit individuel, l’Utah et l’Alaska s’y référant explicitement comme « le droit individuel de garder et de porter des armes »[9],[11] ;
- Quinze États mentionnent que ce droit appartient à « tout citoyen »[12] « tous les individus »[13], « toute personne »[14].

En revanche, il y a quatre États qui ne font aucune mention d’un droit individuel ou de la défense de soi-même comme base valable pour le droit aux armes. L’Arkansas, le Massachusetts et le Tennessee affirment tous que le droit de porter une arme est « pour la défense commune »,,. La Constitution de l'État de Virginie indique explicitement que le droit de porter une arme découle de la nécessité d’une milice pour défendre l’État.
Quinze constitutions d’États contiennent des restrictions spécifiques au droit de détenir et de porter des armes. La constitution de la Floride prévoit une période d’attente de trois jours pour tout achat d’armes de poing à cartouche modernes, avec des exceptions pour les achats d’armes de poing par ceux qui détiennent une licence CCW, ou pour toute personne qui achète une arme de poing à poudre noire.
L'Illinois conditionne le droit d'avoir une arme à feu "au pouvoir de police". La Floride et treize autres États indiquent que la législature de l’État peut promulguer des lois réglementant le port, la dissimulation et/ou le port d’armes. Quarante États préemptent une partie ou la totalité des lois locales sur les armes à feu, en partie à cause de la campagne de la NRA en faveur d'une telle législation.

## Historique
Le premier État des États-Unis à adopter une loi de contrôle a été l'État de New York en 1911. La loi Sullivan instaurait des autorisations d'achat et des permis de détention et de port pour les armes de poing. Son efficacité a cependant été limitée par des trafics provenant d'autres États. Les partisans du contrôle se sont donc tournés vers l'État fédéral, mais la Constitution américaine laisse peu de marge à ce dernier ; les lois adoptées en 1934 (National Firearms Act), 1938 (Federal Firearms Act), 1968 (Gun Control Act) et 1994 (Assault Weapons Ban) s'appuient sur sa faculté de réguler le commerce inter-États et sur son pouvoir de taxation.
En 1993, la loi Brady a été votée pour limiter la détention d’armes à feu par d’anciens criminels et impose un contrôle des antécédents psychiatriques et judiciaires lors de l’achat d'une arme neuve par l’intermédiaire du Système national d’enquête instantanée sur l’existence de casiers judiciaires (National Instant Criminal Background Check Systems, ou NICS) qui est exploité par le FBI.
La loi de prévention de l'utilisation des armes à feu par les enfants (Children's Gun Violence Prevention Act) a été proposée déjà plusieurs fois au vote du Congrès.
Le Bureau of Alcohol, Tobacco, Firearms and Explosives (ATF) est le service fédéral chargé de réprimer les infractions sur le contrôle des armes.
Le lobby Brady Campaign, qui tient son nom de Jim Brady depuis 2001, milite en faveur du contrôle des armes à feu dans le pays. Issue de Handgun Control, Inc. (NCI), une association fondée en 1974 par le Dr Mark Borinsky sous le nom de National Council to Control Handguns (NCCH), et dirigée par Sarah Brady, l'association est basée à Washington, D.C. et regroupe plus de 400 000 membres aux États-Unis.
Le contrôle des armes à feu rencontre néanmoins de nombreuses résistances aux États-Unis : le lobby de la National Rifle Association of America (NRA) milite en faveur du droit à la détention. Le droit de porter une arme est un droit constitutionnel explicité dans le deuxième amendement de la Constitution des États-Unis. La cour suprême en 2008 avec l'arrêt District of Columbia v. Heller (en) décida que plusieurs lois de régulations sont anticonstitutionnelles. Environ 300 millions d’armes à feu sont détenues par des particuliers américains.
En 2005, si le taux d'homicide est de 5,7 pour 100 000 habitants, les armes à feu sont utilisées dans 9 % des crimes violents et 26 % des vols commis aux États-Unis. Dans la majorité des cas, il s'agit d'armes détenues illégalement. Une partie importante des armes utilisées par les narcotrafiquants au Mexique provient des États-Unis, et notamment du Texas (l'initiative de Mérida a permis de mettre en place un programme de traçabilité des armes découvertes sur des scènes de crime au Mexique mais, en 2011, un scandale éclata au sujet de l'opération Fast and Furious menée par l'ATF).
Les centres pour le contrôle et la prévention des maladies rapportent que les foyers détenant une arme à feu ont un taux de suicide 5 fois plus élevé que la moyenne.
12 632 meurtres ont été commis avec une arme à feu, dont une vaste majorité avec une arme détenue illégalement et 613 personnes ont été tuées accidentellement par arme à feu en 2007. Plus de 2 000 mineurs ont été tués accidentellement par arme à feu au cours des dix dernières années.
Selon une enquête de 2006, le taux de suicides par armes à feu est de 57 %, soit le plus élevé du monde.
En 2022, 44.000 décès par armes à feu ont été recensés aux États-Unis, dont une moitié dans des affaires de meurtres et une autre moitié par suicides.
Le 29 juillet 2022, le Congrès a voté pour interdire les fusils d’assaut par 217 voix pour et 213 contre. Le texte doit néanmoins encore passer devant le Sénat.